# Phylica barbata
Phylica barbata är en brakvedsväxtart som beskrevs av Neville Stuart Pillans. Phylica barbata ingår i släktet Phylica och familjen brakvedsväxter. Inga underarter finns listade i Catalogue of Life.